# Persijap Jepara
Maillots
Dernière mise à jour : 21 août 2024.
Le Persijap Jepara (Persijap signifie Persatuan Sepakbola Indonesia Jepara) est un club indonésien de football basé à Jepara dans la province de Java central.

## Histoire
Dans les années 1930, à l'époque des Indes orientales néerlandaises, sont nés à Jepara deux clubs de football néerlandais, le Y.V.C (Yapara Club Voedbal) et l’Alsides. Le football est rapidement devenu un sport populaire, pratiqué un peu partout.
Les deux clubs ont été dissous au moment de l'occupation japonaise. Mais le football restait populaire, et en 1954 le régent de Jepara Sahlan Ridwan a souhaité former une équipe pour le kabupaten. Le 11 avril 1954 a rétrospectivement été reconnu comme date de fondation du Jepara Persijap.

## Stade
Le Persijap Jepara a joué au Stade Kamal Djunaedi jusqu'en 2007, puis dans le nouveau Stade Gelora Bumi Kartini à partir de 2008.

## Rivalités
(octobre 2012).
Le contenu est difficilement compréhensible vu les erreurs de traduction, qui sont peut-être dues à l'utilisation d'un logiciel de traduction automatique.
Persijap Jepara ont un concurrent très difficile dans la Ligue de PSIS Semarang. Depuis le début de la réunion de la ligue, ce jeu généralement appelé Old Indonésie derby. Ce jeu est également souvent appelé le Cental Java Derby. Persijap Jepara continue de dominer la victoire et de devenir le dirigeant du football dans le centre de Java.

## Propriétaire
- 1954-2010 = PEMKAB Jepara
- 2010-2011 = PT Laskar Kalinyamat
- 2011-Now = PT Jepara Raya Multitama

## Sponsors
- 2008-2014 = Bank Jateng
- 2015 = PT. Bumi Bara Energy (BBE)
- 2016 = Inservica System
- 2017 = Inservica System & Go-Jek
- 2018 = Inservica System & BPR BKK Jepara
- 2019 = Oasis Mineral Water

## Fournisseurs
- Villour (2006–2009)
- Diadora (2009–2010)
- Lotto (2010–2011)
- Mitre (2011-2012)
- Red Warriors (2012-2013)
- Eureka (2013-2014)
- Kool (2014-2015)
- Calsie (2016)
- MBB (2017)
- Al-Ikhsan (2018)
- Kaki Jersi (2019)[2]